# Matthias Friske

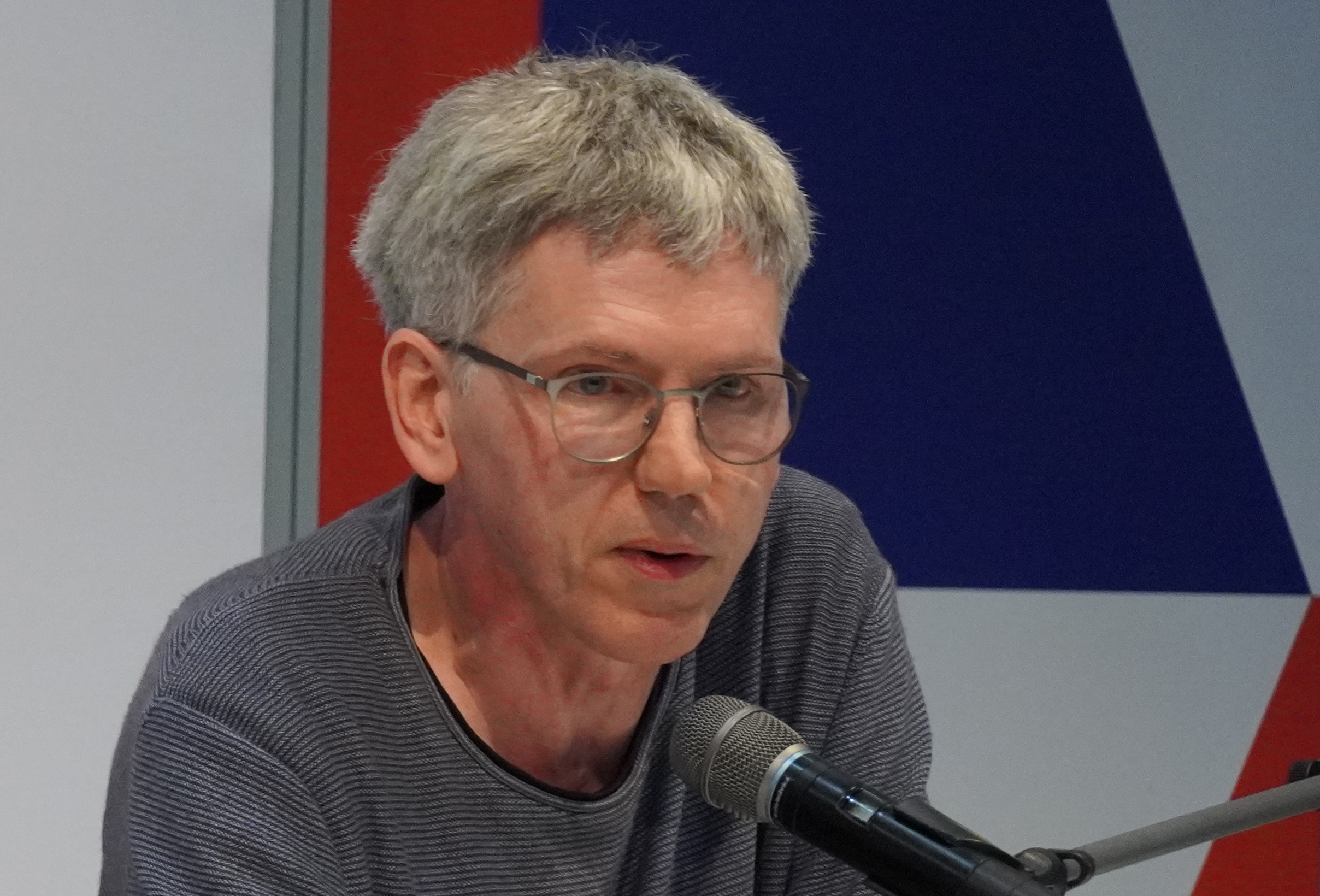
Matthias Friske bei einem Vortrag zur Geschichte des Comics Mosaik auf der Leipziger Buchmesse 2025

Matthias Friske (* 1968) ist ein deutscher Pfarrer, Regionalhistoriker und Literaturhistoriker.
Friske studierte von 1989 bis 1996 Evangelische Theologie, Mittelalterliche Geschichte und Kunstgeschichte an der Humboldt-Universität zu Berlin und schloss das Studium 1997 mit dem Magister ab. Es folgte von 1998 bis 2000 ein Vikariat und 2000 die Promotion mit einer Dissertation zum Thema Die mittelalterlichen Kirchen auf dem Barnim. Geschichte – Architektur – Ausstattung. 2002 wurde er zunächst Pfarrer in Anhalt, 2004 bis 2011 im Kirchenkreis Uckermark, seit 2011 in Salzwedel. In der Uckermark war Friske zudem Kunst- und Archivbeauftragter; diese Funktion übt er derzeit im Kirchenkreis Salzwedel aus. Der Vater dreier Kinder ist in zweiter Ehe verheiratet und beschäftigte sich in vielen Untersuchungen mit der Geschichte Ostfalens und der Mark Brandenburg, mit einem besonderen Augenmerk auf den mittelalterlichen Kirchenbau und die Ausstattung der Kirchen dieser Zeit sowie Themen der Literaturgeschichte. Unter anderem beschäftigte Friske sich mit der Geschichte des „Mosaik“ von Hannes Hegen.

## Schriften
- mit Hartmut Niedrich: Altlandsberg. Glanz und Vergänglichkeit in acht Jahrhunderten. Findling, Neuenhagen 2000, ISBN 3-933603-09-9; 2. Auflage 2013, ISBN 978-3-933603-09-8.
- Die mittelalterlichen Kirchen auf dem Barnim. Geschichte – Architektur – Ausstattung (= Kirchen im ländlichen Raum, Band 1). Lukas, Berlin 2001, ISBN 3-931836-67-3.
- Kummerow im Bruch hinterm Berge. Ehm Welks Biesenbrower Land. Lukas, Berlin 2002, ISBN 3-931836-91-6; 2. überarbeitete und erweiterte Auflage 2010, ISBN 978-3-931836-91-7.
- Kirchen im evangelischen Kirchenkreis Uckermark. Evangelischer Kirchenkreis Uckermark, Prenzlau 2006, ISBN 978-3-00-019122-0.
- Mittelalterliche Kirchen im westlichen Fläming und Vorfläming (= Kirchen im ländlichen Raum, Band 5). Lukas, Berlin 2007, ISBN 978-3-86732-004-7.
- Die Geschichte des „Mosaik“ von Hannes Hegen. Eine Comic-Legende in der DDR. Lukas, Berlin 2008, ISBN 978-3-86732-034-4; 2. Auflage (teils farbig, erweitert und korrigiert) 2009, ISBN 978-3-86732-067-2; 3. Auflage (erneut erweitert) 2010, ISBN 978-3-86732-067-2; 4. Auflage (nochmals erweitert und aktualisiert) 2024, ISBN 978-3-86732-462-5.
- Die mittelalterlichen Kirchen in der nördlichen und östlichen Uckermark (= Kirchen im ländlichen Raum, Band 7). Lukas, Berlin 2014, ISBN 978-3-86732-196-9.
- Die mittelalterlichen Kirchen in der nordwestlichen Altmark (= Kirchen im ländlichen Raum, Band 9). Lukas, Berlin 2021, ISBN 978-3-86732-379-6.
- Die neue Welt der Deutschen. Deutsch-Amerika – ein fast vergessenes Kapitel amerikanischer Geschichte. Frank & Timme, Berlin 2021, ISBN 978-3-7329-0811-0.
- Die mittelalterlichen Kirchen in der südwestlichen Altmark (= Kirchen im ländlichen Raum, Band 10). Lukas, Berlin 2023, ISBN 978-3-86732-405-2.
- Der Schatz der Reichskleinodien im Mittelalter. Aachener Thron, Heilige Lanze, Reichskrone und Nürnberger Heiligtümer. Frank & Timme, Berlin 2024, ISBN 978-3-7329-1100-4.